# 편집비평
편집비평(編輯, Redaction Criticism), 혹은 편집사 비평(編輯史批評, 독일어: Redaktionsgeschichtliche)은 성경 본문을 연구하는 성서학의 성서비평학적 방법론 중 하나이다. 이 방법은 본문의 저자를 자료들을 편집한 '편집자(redactor)'로 간주하며, 자료를 수집·조합하는 방식과 그 과정에서 드러나는 신학적·이념적 의도를 분석하는 데 초점을 둔다.
1956년 빌리 마르크센(Willi Marxsen)이 발표한 그의 박사후 학위 논문 『마르코의 복음서 저자 연구 - 복음서 편집사 연구』에서 처음 체계적으로 제시되었다. 성서 저자와 편집자의 신학적 방향성을 탐구한다. 즉, 저자와 편집자가 주제 선택, 원문 자료의 사용과 편집, 텍스트 구성에 어떠한 신학적 개념을 반영했는지를 분석한다. 전통적인 본문비평과 양식비평이 세부적 내용에 집중한 데 비해, 편집비평은 최종 편집자가 작성한 신학적 맥락에 주목하여 개별 구절들을 그 전체 맥락 안에서 이해하고자 한다.
편집사 연구는 1950년대 독일어권의 성서학계에서 등장하였으며, 마르크센 이전에도 귄터 보른캄과 한스 콘첼만이 유사한 연구를 진행했으나 편집비평, 라는 명칭은 사용하지 않았다. 따라서 마르크센은 이 용어를 명명하고 학계에 도입한 공로로 국제적으로 편집비평 연구의 선구자로 인정받는다.
편집비평 연구의 핵심 목적은 신학적 입장을 지닌 편집자들이 기존의 성서 텍스트나 텍스트 모음들을 어떻게 수집·편집하고 변형시켰는지를 밝혀내는 데 있다. 구약 및 신약 성서는 각각의 신학적 관심사를 반영하는 여러 편집자에 의해 구성된 작품으로 간주된다.

## 방법론
텍스트 내에서 편집자의 개입을 체계적으로 연구하기 위해서는, 우선 기존 본문에 후대에 삽입된 구절들을 식별하고 분리해내야 한다. 따라서 편집사 연구는 반드시 선행하는 문헌비평(Literarkritik)을 바탕으로 가능하다. 1971년 W. 리히터는 『문학 연구로서의 주해(Exegese als Literaturwissenschaft)』에서 이 점을 강조하였다.
일반적으로 ‘전승(Traditionen)’이라는 광범위하고 모호한 용어 대신, 명확하게 ‘텍스트’ 혹은 그 일부에 대해 논의해야 한다. 이미 분리된 편집적 기여물 각각에 대해 문체학적 분석을 통해 삽입 기법과 편집 동기를 파악할 수 있다.
편집 개입은 특히 예술적으로 정교한 텍스트의 경우, 문학적 구조를 파괴하거나 모순되는 정보를 포함시키며 독자에게 혼란을 초래하는 경향이 있다. 이러한 현상은 문헌비평이 편집적 개입 부분을 분리해내는 중요한 단서가 된다.예를 들어, 창세기 37~50장의 요셉의 이야기를 대상으로 한 광범위한 분석에서 하랄트 슈바이처(Harald Schweizer)는 편집자의 동기를 다음과 같이 분류하였으며, 각 동기를 설명하는 예문도 함께 제시하였다. 실제로는 이보다 더 많은 동기가 동시에 작용하는 경우가 많다.
- 서사 긴장감 파괴를 위한 예고(예언) 삽입
  - 예: 창세기 37장 4절에서 형들이 요셉을 ‘미워했다’고 함. 그러나 이야기 흐름상 이 감정이 이해되기 전, 오히려 요셉의 꿈 이야기(37:6–8) 후에야 의미가 드러남.
- 이야기 틈 메우기를 통한 텍스트 확장
  - 예: 창세기 41장 36–40절 원문에서는 요셉이 이집트의 총리직에 오름. 편집자는 41장 41–43절에서 인장 반지, 금목걸이, 화려한 옷, 환호 등으로 상황을 장식함.
- 덧붙임 강조와 수정의 기생적 남용
  - 예: 창세기 47장 22절에서 “이집트 전체 땅이 바로의 소유가 되었다”고 서술하지만, 이는 편집자가 추가한 부분이며, 사제들이 땅을 소유하지 못한다는 점을 강조함.
- 악행의 저주: 편집적 강박
  - 예: 창세기 41장에서 바로가 원래 한 번만 꿈을 꾸지만, 편집자는 두 번째 꿈을 추가(41:5–7). 이에 따라 “꿈은 한 번뿐이었다”고 두 번 강조(41:25, 22–28)하며 이야기와 해석을 반복하게 됨.
- 감정 수준의 완화
  - 예: 창세기 45장 24절에서 편집자가 강렬한 감정을 완화시켜 “화내지 말라”고 덧붙임.
- 종교적 층위의 강제 통합 – 이야기 허구 무시
  - 예: 요셉이 이집트에서 고립된 상태(창세기 39장 초반)의 불확실성을 편집자가 견디지 못하고, 야훼가 항상 함께 하셨다는 구절을 반복 삽입해 독자의 절망감을 완화함.
- 가르치려는 태도의 과도한 강조와 잘못된 극적 확대
  - 예: 창세기 50장 7–10절에서 야곱 장례식이 비정상적으로 길고 극적으로 묘사됨.

- 시적 이미지나 도발성 표현의 미수용
  - 예: 창세기 41장에서 편집자가 원래 낯선 ‘소들’(Kühe) 이미지를 친숙한 ‘이삭(Ehren)’ 이미지로 대체해 내용 조정.

신약학에서는 다음과 같은 방식으로 적용한 사례가 있다.
- 주제나 동기의 반복: 예를 들어 마태오의 복음서에서는 예언의 성취라는 주제가 반복되는데, 이는 편집자의 신학적 관심을 드러낸다.
- 병행 본문 간의 비교: 동일한 사건을 다룬 두 본문을 비교하여, 후대 본문이 앞선 본문에 비해 어떤 내용을 추가, 생략, 보존했는지를 분석한다.
- 어휘와 문체의 분석: 본문에 나타나는 단어와 문체를 분석하여, 편집자가 선호하는 어휘나 회피하는 어휘를 통해 어떤 본문이 편집자의 손길을 거쳤고, 어떤 부분이 이전 자료로부터 기원했는지를 추론한다.

## 역사
편집비평과 유사한 개념은 고대부터 존재했으며, 복음서들이 서로 다른 신학적 관점을 가지고 있다는 인식 역시 오래되었다. 그러나 현대적 의미에서 편집비평을 체계화한 학자들은 귄터 보른캄, 빌리 막스젠(Willi Marxsen), 한스 콘첼만 등 세 인물로 평가된다. 보른캄은 『마태복음의 전승과 해석』(Tradition and Interpretation in Matthew), 막스젠은 『복음서 기자 마르코』(Mark the Evangelist), 콘첼만은 『누가의 신학』(Theology of St Luke) 등의 저작을 통해 이 방법론을 정립하고 발전시켰다.

## 같이 보기
- 역사비평

## 참고 문헌
- Gunther Bornkamm, Gerhard Barth and Heinz Joachim Held, Tradition and Interpretation in Matthew (1963).
- Hans Conzelmann, Theology of St Luke (1960)
- Willi Marxsen, Mark the Evangelist: Studies on the Redaction History of the Gospel (1969).
- Norman Perrin, What is Redaction Criticism? Philadelphia: Fortress Press, 1969.